# Конгруэнтное плавление
Конгруэнтное плавление (лат. congruentis — совпадающий) — термин физической химии, обозначающий процесс, в котором состав жидкости совпадает с составом твердой фазы — химического соединения, из которого эта жидкость образовалась.
Для того чтобы определить содержание в расплаве конгруэнтно плавящихся компонентов и выяснить состав полностью закристаллизовавшегося расплава используют правило барицентрических координат.

## Фазовая диаграммаконгруэнтного плавления
На диаграмме плавкости двух компонентов, образующих химическое соединение, плавящееся конгруэнтно, видны элементы двух диаграмм плавкости с одной эвтектикой.